# تعبیر هنگردی
تعبیر هنگردی مکانیک کوانتومی به‌وسیله آلبرت انیشتین به عنوان یک تعبیر جایگزین برای تعبیر کپنهاکی پیشنهاد شد.
در سال ۱۹۲۸ با نوشتن نامه‌ای به شرودینگر عدم رضایت خود رابدین صورت بیان کرد.

فلسفه آرام بخش هایزنبرگ بور بسیار زیرکانه طرح ریزی شده است یک بالش نرم برای باور کنندگان راستین آن که به این سادگی‌ها بیدار نخواهند شد.— آلبرت انیشتین، 
کلمه هنگرد یا آنسامبل توسط اغلب فیزیکدان‌ها برای نشان دادن مجموعه‌ای از نسخه‌های به طور یکسان تدارک یافته از سیستم به کار می‌رود که قرار است اندازه‌گیری‌هایی بر روی آنها صورت گیرد و نتایج به صورت احتمالاتی به صورت فراوانی نسبی تعبیر شوند.

## گربه شرودینگر
تعبیر هنگردی حالت‌ها بیانگر این موضوع می‌باشد که ما برهمنهی نخواهیم داشت یا به عبارت دیگر برهمنهی‌ها هر کدام یک
زیر مجموعه از هنگرد آماری کل می‌باشد.
با در نظر داشتن مطلب فوق بردار حالت بر روی یک دستگاه اثر نخواهد کرده بلکه بر روی آمار تعداد زیادی از دستگاه‌های مشابه اثر داده خواهد شد. این تعبیر باعث می‌شود که گربه شرودینگر از پارادوکس غیرقابل حل به یک حالت بدیهی فرو کاسته شود.